# William Faulkner
William Cuthbert Faulkner, ursprungligen Falkner, född 25 september 1897 i New Albany i Mississippi, död 6 juli 1962 i Byhalia i Mississippi, var en amerikansk författare. Han erhöll Nobelpriset i litteratur 1949.

## Biografi
Faulkner debuterade som poet, men det är som romanförfattare han har fått störst inflytande. Hans första roman var Soldatens lön (1926) och handlar om en man som återvänder hem från första världskriget. Faulkner själv ville ge intrycket av att ha skadats i kriget som pilot. Han lät till och med sy sig en uniform att visa upp hemma, men i själva verket kom han aldrig längre än till flygarskolan i Toronto.
Efter en misslyckad roman, Mosquitoes (ej översatt till svenska), fick Faulkner rådet av sin författarkollega Sherwood Anderson att skriva om det han kände bäst till: den amerikanska södern. Faulkner började nu skriva romaner som utspelade sig i det fingerade Yoknapatawpha County och några av hans främsta verk kom till: Stormen och vreden (1929), Ljus i augusti (1932) och Absalom! Absalom! (1936).
Faulkner brukar anses tillhöra den modernistiska traditionen. Han använder sig av inre monologer och hans romaner berättas ofta ur romanfigurernas olika perspektiv. Med sina långa och komplexa meningar var han en motpol till den samtida författarikonen Ernest Hemingway. 
Faulkner behandlar ofta den amerikanska söderns problem i sina romaner: förfallet, rasproblemen och arvet från det amerikanska inbördeskriget. De flesta av hans romaner är starkt pessimistiska. Även om han uppmärksammades i litterära kretsar dröjde det tills han fick nobelpriset i litteratur 1949 (utdelat 1950) innan han blev mer allmänt känd. År 1955 tilldelades han även Pulitzerpriset för romanen En legend. Samma pris fick han även 1963 (postumt) för romanen Tre rövare.
Faulkner var alkoholist under större delen av sin verksamma period.

## Verk översatta till svenska
- Ljus i augusti (översättning Erik Lindegren, Bonnier, 1944) (Light in August)
- De obesegrade (översättning Håkan Norlén, Folket i bild, 1948) (The Unvanquished)
- Medan jag låg och dog (översättning Mårten Edlund, Bonnier, 1948) (As I Lay Dying)
- De vilda palmerna (översättning Mårten Edlund, Bonnier, 1949) (The Wild Palms)
- Inkräktare i stoftet (översättning Thomas Warburton, Bonnier, 1950) (Intruder in the Dust)
- Det allra heligaste (översättning Mårten Edlund, Bonnier, 1951) (Sanctuary)
- Själamässa för en nunna (översättning Mårten Edlund, Bonnier, 1952) (Requiem for a Nun)
- Sartoris (översättning Thomas Warburton, Bonnier, 1955) (Sartoris)
- Staden (översättning Pelle Fritz-Crone, Bonnier, 1958) (The Town)
- Björnen (översättning Olov Jonason, Rabén & Sjögren, 1959) (The Bear)
- Luftcirkus (översättning Gun R. och Nils A. Bengtsson, Bonnier, 1961) (Pylon)
- Soldatens lön (översättning Gunnar Barklund, Bonnier, 1962) (Soldier's Pay)
- Tre rövare (översättning Gunnar Barklund, Bonnier, 1963) (The Reivers)
- Stormen och vreden (översättning Gunnar Barklund, Bonnier, 1964) (The Sound and the Fury)
- Byn (översättning Gunnar Barklund, Bonnier, 1965) (The Hamlet)
- Huset (översättning Gunnar Barklund, Bonnier, 1966) (The Mansion)
- Absalom, Absalom! (översättning Gunnar Barklund, Bonnier, 1969) (Absalom, Absalom!)
- En legend (översättning Thomas Warburton, Atlantis, 1978) (A Fable)
- Springarspel och fem andra kriminalberättelser (översättning Birger Hultstrand, Prisma, 1984) (Knight's Gambit)
- En ros åt Emily och andra noveller (urval och efterskrift Jan Broberg, översättning Pelle Fritz-Crone, Leif Janzon, Carlsson, 1990)
- Alla de döda piloterna (novellurval) (översättning Leif Janzon, Lind & Co, 2002)

## Priser och utmärkelser
- Nobelpriset i litteratur 1949
- Pulitzerpriset för skönlitteratur 1955 för A Fable
- Pulitzerpriset för skönlitteratur 1963 för The reivers